# Piłka nożna w Anglii (1910/1911)
Sezon 1910/1911 był 40. w historii angielskiej piłki nożnej.

## Zwycięzcy poszczególnych rozgrywek klubowych w Anglii
| Rozgrywka       | Zwycięzca              |
| --------------- | ---------------------- |
| First Division  | Manchester United      |
| Second Division | West Bromwich Albion   |
| FA Cup          | Bradford City          |
| Charity Shield  | Brighton & Hove Albion |

## Rozgrywki ligowe

### First Division
|    |                     | M  | Z  | R  | P  | B+ | B- | RB    | Pkt |
| -- | ------------------- | -- | -- | -- | -- | -- | -- | ----- | --- |
| 1  | Manchester United   | 38 | 22 | 8  | 8  | 72 | 40 | 1.800 | 52  |
| 2  | Aston Villa         | 38 | 22 | 7  | 9  | 69 | 41 | 1.683 | 51  |
| 3  | Sunderland          | 38 | 15 | 15 | 8  | 67 | 48 | 1.396 | 45  |
| 4  | Everton             | 38 | 19 | 7  | 12 | 50 | 36 | 1.389 | 45  |
| 5  | Bradford City       | 38 | 20 | 5  | 13 | 51 | 42 | 1.214 | 45  |
| 6  | Sheffield Wednesday | 38 | 17 | 8  | 13 | 47 | 48 | 0.979 | 42  |
| 7  | Oldham Athletic     | 38 | 16 | 9  | 13 | 44 | 41 | 1.073 | 41  |
| 8  | Newcastle United    | 38 | 15 | 10 | 13 | 61 | 43 | 1.419 | 40  |
| 9  | Sheffield United    | 38 | 15 | 8  | 15 | 49 | 43 | 1.140 | 38  |
| 10 | Woolwich Arsenal    | 38 | 13 | 12 | 13 | 41 | 49 | 0.837 | 38  |
| 11 | Notts County        | 38 | 14 | 10 | 14 | 37 | 45 | 0.822 | 38  |
| 12 | Blackburn Rovers    | 38 | 13 | 11 | 14 | 62 | 54 | 1.148 | 37  |
| 13 | Liverpool           | 38 | 15 | 7  | 16 | 53 | 53 | 1.000 | 37  |
| 14 | Preston North End   | 38 | 12 | 11 | 15 | 40 | 49 | 0.816 | 35  |
| 15 | Tottenham Hotspur   | 38 | 13 | 6  | 19 | 52 | 63 | 0.825 | 32  |
| 16 | Middlesbrough       | 38 | 11 | 10 | 17 | 49 | 63 | 0.778 | 32  |
| 17 | Manchester City     | 38 | 9  | 13 | 16 | 43 | 58 | 0.741 | 31  |
| 18 | Bury                | 38 | 9  | 11 | 18 | 43 | 71 | 0.606 | 29  |
| 19 | Bristol City        | 38 | 11 | 5  | 22 | 43 | 66 | 0.652 | 27  |
| 20 | Nottingham Forest   | 38 | 9  | 7  | 22 | 55 | 75 | 0.733 | 25  |

### Second Division
|    |                         | M  | Z  | R  | P  | B+ | B- | RB    | Pkt |
| -- | ----------------------- | -- | -- | -- | -- | -- | -- | ----- | --- |
| 1  | West Bromwich Albion    | 38 | 22 | 9  | 7  | 67 | 41 | 1.634 | 53  |
| 2  | Bolton Wanderers        | 38 | 21 | 9  | 8  | 69 | 40 | 1.725 | 51  |
| 3  | Chelsea                 | 38 | 20 | 9  | 9  | 71 | 35 | 2.029 | 49  |
| 4  | Leyton Orient           | 38 | 19 | 7  | 12 | 44 | 35 | 1.257 | 45  |
| 5  | Hull City               | 38 | 14 | 16 | 8  | 55 | 39 | 1.410 | 44  |
| 6  | Derby County            | 38 | 17 | 8  | 13 | 73 | 52 | 1.404 | 42  |
| 7  | Blackpool               | 38 | 16 | 10 | 12 | 49 | 38 | 1.289 | 42  |
| 8  | Burnley                 | 38 | 13 | 15 | 10 | 45 | 45 | 1.000 | 41  |
| 9  | Wolverhampton Wanderers | 38 | 15 | 8  | 15 | 51 | 52 | 0.981 | 38  |
| 10 | Fulham                  | 38 | 15 | 7  | 16 | 52 | 48 | 1.083 | 37  |
| 11 | Leeds City              | 38 | 15 | 7  | 16 | 58 | 56 | 1.036 | 37  |
| 12 | Bradford Park Avenue    | 38 | 14 | 9  | 15 | 53 | 55 | 0.964 | 37  |
| 13 | Huddersfield Town       | 38 | 13 | 8  | 17 | 57 | 58 | 0.983 | 34  |
| 14 | Glossop North End       | 38 | 13 | 8  | 17 | 48 | 62 | 0.774 | 34  |
| 15 | Leicester City          | 38 | 14 | 5  | 19 | 52 | 62 | 0.839 | 33  |
| 16 | Birmingham City         | 38 | 12 | 8  | 18 | 42 | 64 | 0.656 | 32  |
| 17 | Stockport County        | 38 | 11 | 8  | 19 | 47 | 79 | 0.595 | 30  |
| 18 | Gainsborough Trinity    | 38 | 9  | 11 | 18 | 37 | 55 | 0.673 | 29  |
| 19 | Barnsley                | 38 | 7  | 14 | 17 | 52 | 62 | 0.839 | 28  |
| 20 | Lincoln City            | 38 | 7  | 10 | 21 | 28 | 72 | 0.389 | 24  |

M = rozegrane mecze; Z = zwycięstwa; R = remisy; P = porażki; B+ = bramki zdobyte; B- = bramki stracone; RB = stosunek bramek zdobytych do bramek straconych; Pkt = punkty